# Barry Robson
Barry Robson (Inverurie, 7 november 1978) is een Schots voetballer. Hij kan op alle plekken op het middenveld uit de voeten, maar speelt vooral als linkshalf of aanvallende middenvelder. Daarnaast is hij ook inzetbaar als linksback. Nadat hij tot dan toe zijn hele carrière in Schotland had gespeeld, maakte Robson in 2010 de overstap naar het Engelse Middlesbrough FC, dat zijn huidige club is.

## Inverness
Barry Robson liep tussen 1995 en 1997 de jeugdopleiding van Glasgow Rangers door. Hij werd door de Schotse topclub echter te licht bevonden en tekende daarom in oktober 1997 een contract bij Inverness Caledonian Thistle. Alhoewel hij niet als basisspeler gold, maakte hij toch regelmatig zijn opwachting binnen de lijnen. Mede dankzij zijn prestaties promoveerde Inverness dan ook in Robsons tweede seizoen bij de club, 1998/1999, van Tweede divisie naar de Eerste divisie, het tweede niveau van het Schotse clubvoetbal. Van de promotie kon Barry Robson zelf in eerste instantie weinig meegenieten. Hij werd namelijk het seizoen erop uitgeleend aan Forfar Athetlic en speelde voor die club het overgrote deel van zijn wedstrijden. Op lange termijn bleek dit echter wel goed te zijn voor zijn positie bij Inverness, omdat hij de technische staf tijdens zijn verhuurperiode voldoende wist te overtuigen. Zijn negen doelpunten in 25 competitiewedstrijden hadden hier een belangrijk aandeel in. Nadat Robson in het seizoen 2000/2001 terugkeerde bij Inverness, groeide hij uit tot een basisspeler van de club. Zijn goede prestaties bleven ook elders in Schotland niet onopgemerkt. In 2003 maakte Robson de overstap naar een club in de Schotse Premier League. Daarvoor had hij voor Inverness een totaal van 135 competitiewedstrijden gespeeld. Daarin maakte hij zeventien doelpunten.

## Dundee United
Na zijn laatste succesvolle seizoen bij Inverness, waarin hij in 34 wedstrijden tien keer scoorde, maakte Barry Robson voor aanvang van het seizoen 2003/2004 de overstap naar Dundee United. Daardoor kwam hij, nadat hij weggestuurd was bij de Rangers, voor het eerst bij een club te spelen die op het hoogste niveau van Schotland uitkwam. Bij Dundee United kwam hij onder andere met Paul Gallacher en Charlie Miller samen te spelen. Robson groeide snel uit tot een belangrijke basisspeler bij Dundee United, ondanks dat zijn debuut weinig gelukkig was. Toen ontving hij namelijk een directe rode kaart. In het seizoen 2004/2005 was Barry Robson met name belangrijk voor Dundee. Ondanks dat hij op het middenveld speelde, werd hij namelijk met negen treffers de vice-topscoorder van de club. Één daarvan scoorde hij tegen zijn oude club Inverness, waardoor Dundee United lijfsbehoud in de Schotse Premier League wist te bewerkstelligen en aartsrivaal Dundee FC degradeerde. Vanwege zijn goede prestaties kreeg Robson een contractverlenging aangeboden. Daardoor werd hij in staat gesteld met Dundee United zijn debuut te maken in het Europese voetbal. Dit was in een wedstrijd tegen het Finse MyPa in de UEFA Cup van het seizoen 2005/2006. Dundee werd overigens wel al in de tweede kwalificatieronde van dit toernooi door datzelfde MyPa uitgeschakeld. Vanaf het seizoen 2006/2007 werd de Schotse middenvelder de aanvoerder van Dundee United. Ondertussen kwam hij ook steeds vaker tot scoren en maakte hij in een uitwedstrijd tegen Heart of Midlothian zijn eerste hattrick uit zijn carrière. Nu bleven zijn prestaties bij de Schotse topclubs ook niet meer onopgemerkt. Daarom verliet hij in de winterstop van het seizoen 2007/2008 Dundee United. In totaal kwam hij in 145 competitiewedstrijden voor de club in actie. Daarin kwam hij 45 keer tot scoren.

## Celtic
Op de laatste dag van de transferperiode gedurende de winterstop van het seizoen 2007/2008 raakte Celtic FC in onderhandeling met Barry Robson. De katholieke club uit Glasgow betaalde ruim 1.3 miljoen pond voor de middenvelder en verhuurde daarnaast de Ier Jim O'Brien aan Dundee United. Op 10 februari 2008 maakte Robson zijn officiële debuut voor Celtic in de wedstrijd tegen Aberdeen FC. Deze wedstrijd won Celtic met 5-1, onder andere doordat Robson direct uit zijn eerste balcontact voor de club ooit scoorde. Zijn tweede doelpunt die hij maakte voor Celtic was opnieuw tijdens een debuut, ditmaal in zijn eerste wedstrijd die hij in de Champions League speelde. Tegen FC Barcelona opende de middenvelder de score, maar hij kon niet verhelpen dat Celtic alsnog met 3-2 verloor. Met Celtic won Barry Robson zijn eerste grote prijs. In 2008 werd hij er namelijk kampioen van Schotland mee. Ondanks dat de Schot regelmatig in actie kwam bij Celtic, groeide hij nooit uit tot een vaste waarde. Mede daarom werd hij in de winterstop van het seizoen 2009/2010 verkocht aan een Engelse club. Voor Celtic maakte Barry Robson in 42 competitieduels vijf doelpunten.

## Middlesbrough
In januari 2010 verkocht Celtic Barry Robson voor ruim 900.000 pond aan Middlesbrough FC. De Engelse club, die het seizoen ervoor gedegradeerd was, trok de Schotse middenvelder aan met het oog op het afdwingen van promotie terug naar de Premier League. Bij Middlesbrough werd Robson herenigd met zijn voormalige trainer bij Celtic Gordon Strachan en zijn oud-teamgenoten Willo Flood en Chris Killen. Met hen verscheen hij ook het veld toen hij voor Middlesbrough zijn debuut maakte in de met 1-0 verloren wedstrijd tegen Sheffield United. In 2012 maakte Robson de overstap naar het Canadese Vancouver Whitecaps FC.

## Interlandcarrière
Zijn goede spel bij Dundee United zou Barry Robson niet alleen uiteindelijk een transfer naar Celtic opleveren, maar zorgde er ook voor dat hij opgeroepen werd voor het nationale elftal van Schotland. Nadat hij eerder twee keer had gespeeld voor het B-elftal van Schotland, maakte hij in augustus 2007 zijn debuut voor het officiële Schotse elftal. Dit was in een wedstrijd tegen Zuid-Afrika. Zijn eerste interlanddoelpunt dacht Robson te maken in het duel met IJsland. Nadat zijn collega James McFadden een strafschop had gemist, renden beiden namelijk op de rebound af. Nadat het leek alsof McFadden het definitieve tikje aan de bal gaf, werd het doelpunt desalniettemin toegewezen aan Robson. Nadat de Schotse voetbalbond bij de FIFA had gelobbyd om het doelpunt alsnog op naam van James McFadden te zetten, gaf de FIFA hieraan toe. Ondanks dat Barry Robson nog altijd deel uitmaakt van de nationale selectie, heeft hij daardoor dus nog geen doelpunten voor Schotland gemaakt.

## Erelijst
- Vice-kampioen Scottish Second Division: 1999 (Inverness)
- Vice-kampioen Scottish Cup: 2005 (Dundee United)
- Scottish Premier League: 2008 (Celtic)
- Scottish League Cup: 2009 (Celtic)
- Vice-kampioen Scottish Premier League: 2009 (Celtic)